# České Meziříčí
České Meziříčí (dříve také Meříč, Mezřič atd., německy Böhmisch Meseritsch) je obec v Královéhradeckém kraji v okrese Rychnov nad Kněžnou. Leží v nadmořské výšce 254 metrů v katastrálním území s rozlohou 2 191 ha a žije zde přibližně 2 000 obyvatel. V obci je mateřská škola, základní škola a pošta.
Název obce pochází od její geografické polohy mezi řekami Labem, Metují a Orlicí. Sama obec leží na Zlatém potoku, který níže po proudu nese jméno Dědina. 

## Historie
Oblast byla osídlena již v pravěku, ale k založení současné obce došlo patrně koncem 13. století saskými kolonisty u brodu na obchodní stezce z Prahy do Kladska. První písemné zmínky o obci pocházejí ze 14. století. V roce 1352 je doloženo české pojmenování lokality jako Mezrziecz a z téhož roku je prvně doložena místní katolická duchovní správa. Ta se později stala utrakvistickou, v pobělohorském období byla navrácena katolíkům. V roce 1624 je doložena místní škola (stávala v místě pozdější budovy obecního úřadu).
V roce 1871 byl v Českém Meziříčí založen cukrovar, který vznikl z iniciativy místních zemědělců. Ti jej ale nedokázali efektivně spravovat, a v roce 1885 byl odprodán vídeňské firmě Nathan Hellmann.

### Exulanti
Z opočenského panství prchaly z náboženských důvodů celé rodiny - a to během slezských válek pod ochranou vojska pruského krále Fridricha II. Velikého. V roce 1742 z Českého Meziříčí prokazatelně uprchli do Münsterbergu v pruském Slezsku tyto rodiny:
- Jan Franc, chalupník. V roce 1734 byl odsouzen k nuceným pracím na dobu neurčitou. V roce 1742 byl osvobozen pruským vojskem a emigroval do Münsterbergu. [6] Patří mezi zakladatele české osady Husinec.
- Václav Glanc *(1699), zatčen v roce 1732[7] a vyslýchán v roce 1740.[8] V roce 1746 se nacházel v Münsterbergu, rovněž patří mezi zakladatele Husince.
- Jiřík Glanc *(1716) byl 21.8.1753 starším v Husinci. Patří mezi zakladatele Husince, emigroval ale později a neprošel Münsterbergem.
- Jan Hubáček *(1700). Bratr rychtáře, jeden z vůdců opočenského povstání, v roce 1734 odsouzen k nuceným pracím na dobu neurčitou. V roce 1742 osvobozen vojskem emigroval. V Münsterbergu byl starším (ve vedení) českého sboru. Patří mezi zakladatele Husince, i tam byl starším sboru.
- Josef Šindelář - emigroval s rodinou do Münsterbergu, patří mezi zakladatele Husince.
- Vít Švorc *(1678). V roce 1733 byl v Dobrušce vězněn jako kacíř a majitel zakázaných knih. [9] V roce 1740 byl znovu vyslýchán.[8] emigroval s rodinou do Münsterbergu, patří mezi zakladatele Husince.
- Jan Valášek, emigroval sám, 29.1.1743 se v Münsterbergu oženil, ale k zakladatelům Husince patří jen vdova Dorota.

V roce 1742 dále emigrovali: Jan Brouček, Čechovský Matěj, Jan Frýzl, Jan a Jiřík Glanc, Marek Standera, Václav Standera, Jan Žilka, ne všechny osudy jsou zmapovány. V roce 1708 prokazatelně žili v české čtvrti Berlína exulanti Jakub Boháček a Mikuláš Vondráček, kteří lobbovali za trpící české nekatolíky. Všichni tito lidé pocházeli z Č. Meziříčí.

## Části obce
- České Meziříčí
- Skršice
- Tošov

V letech 1960–1990 k obci patřily i Rohenice.

## Pamětihodnosti
- Dominantou obce je barokní kostel svaté Kateřiny z roku 1748 postavený hrabětem Rudolfem Colloredo na místě původní dřevěné stavby.
- Před kostelem stojí socha Panny Marie od Františka Pacáka, žáka Matyáše Bernarda Brauna.
- Místní cukrovar.
- Hrnčířův mlýn čp. 94
- Sloup se sochou sv. Jana Nepomuckého, datován nápisem k roku 1864.[12]
- Do katastrálního území České Meziříčí zasahuje část přírodní rezervace Zbytka.

## Významní rodáci
- Jakub Němeček, odbojný sedlák, literárně ztvárněný jako titulní postava ve hře Františka Adolfa Šuberta Jan Výrava
- Karel Otčenášek, 23. královéhradecký biskup
- Aleš Zavoral, český podnikatel, zakladatel internetového obchodu Alza.cz

## Galerie

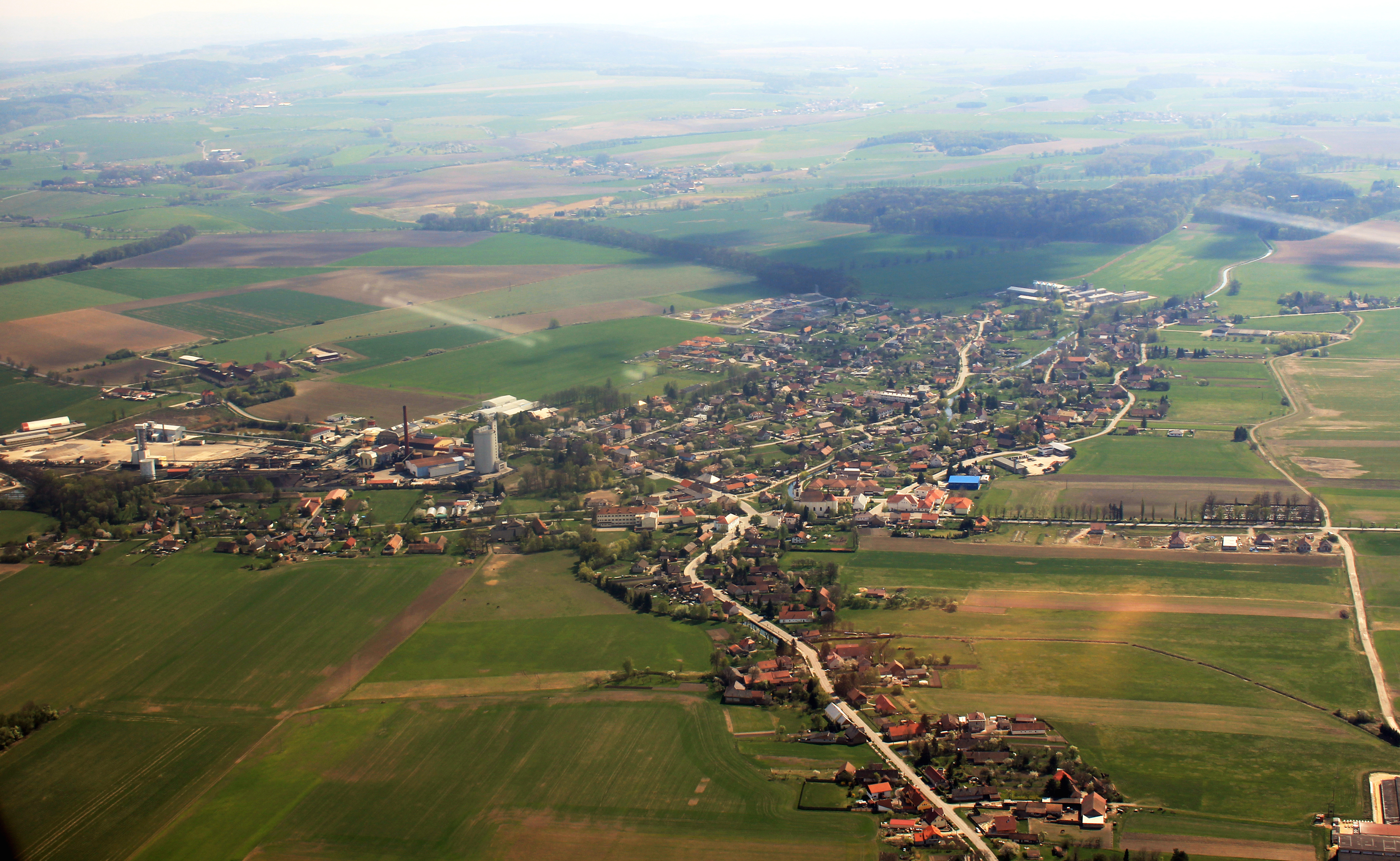
Letecký snímek
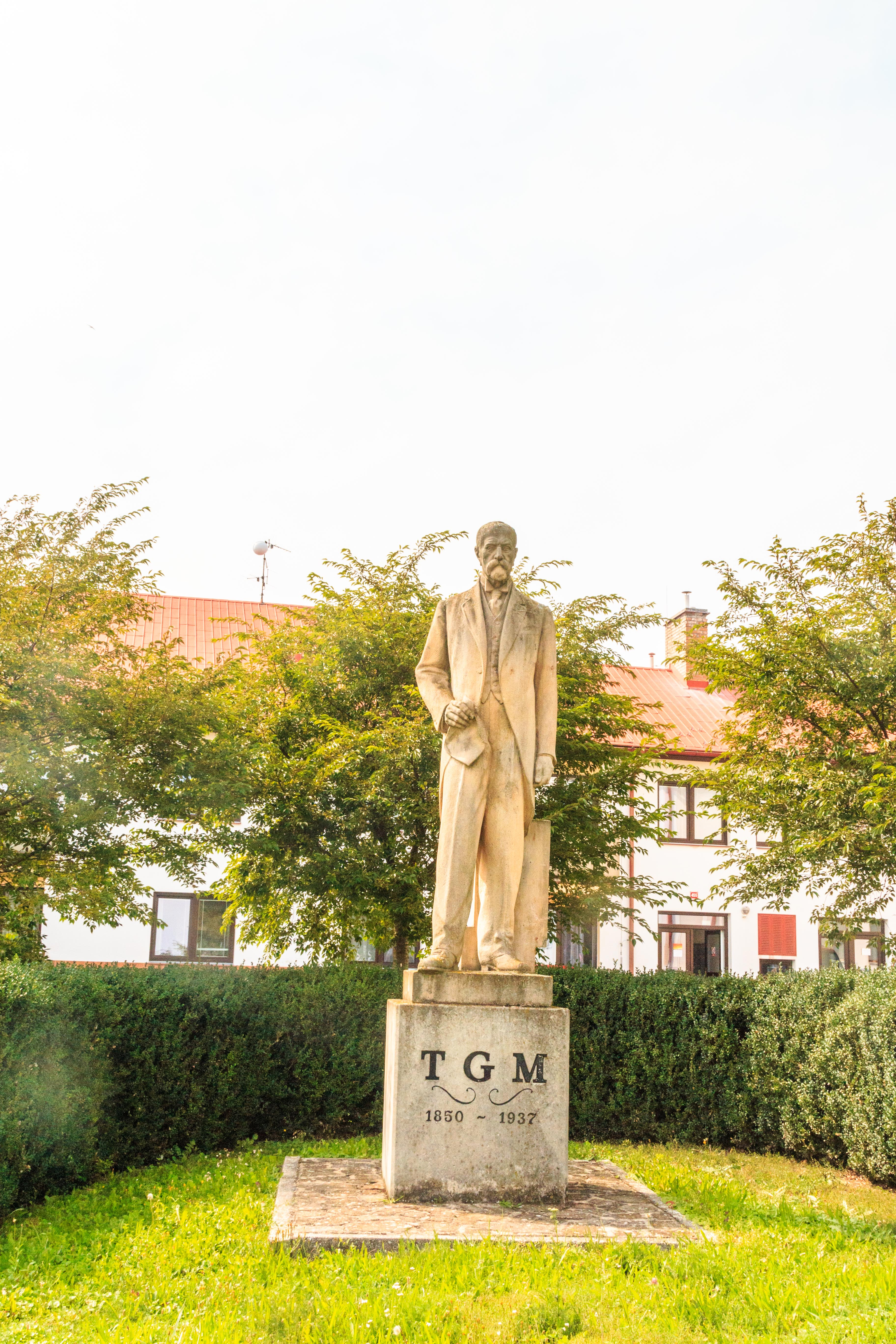
Socha T. G. Masaryka
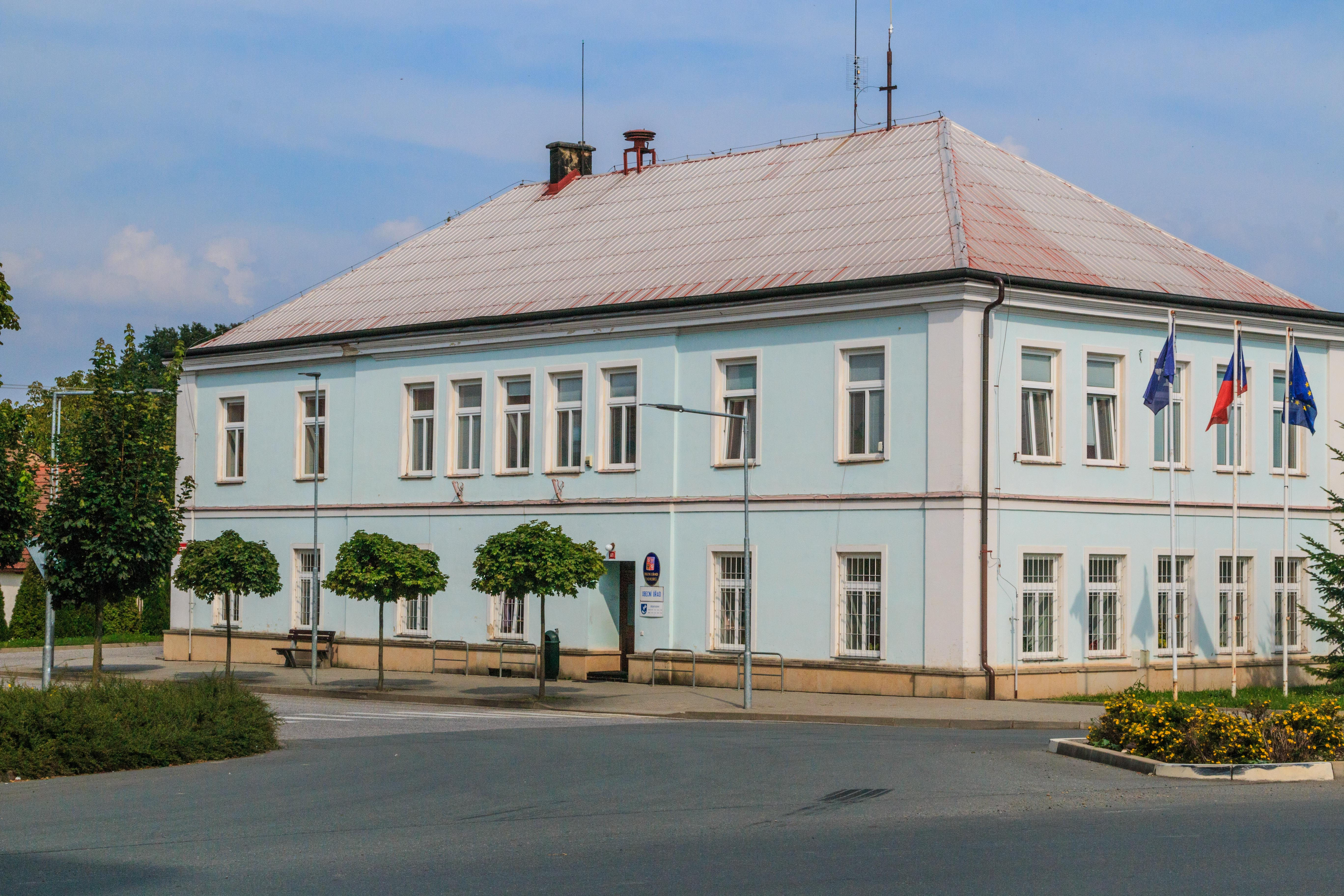
Obecní úřad
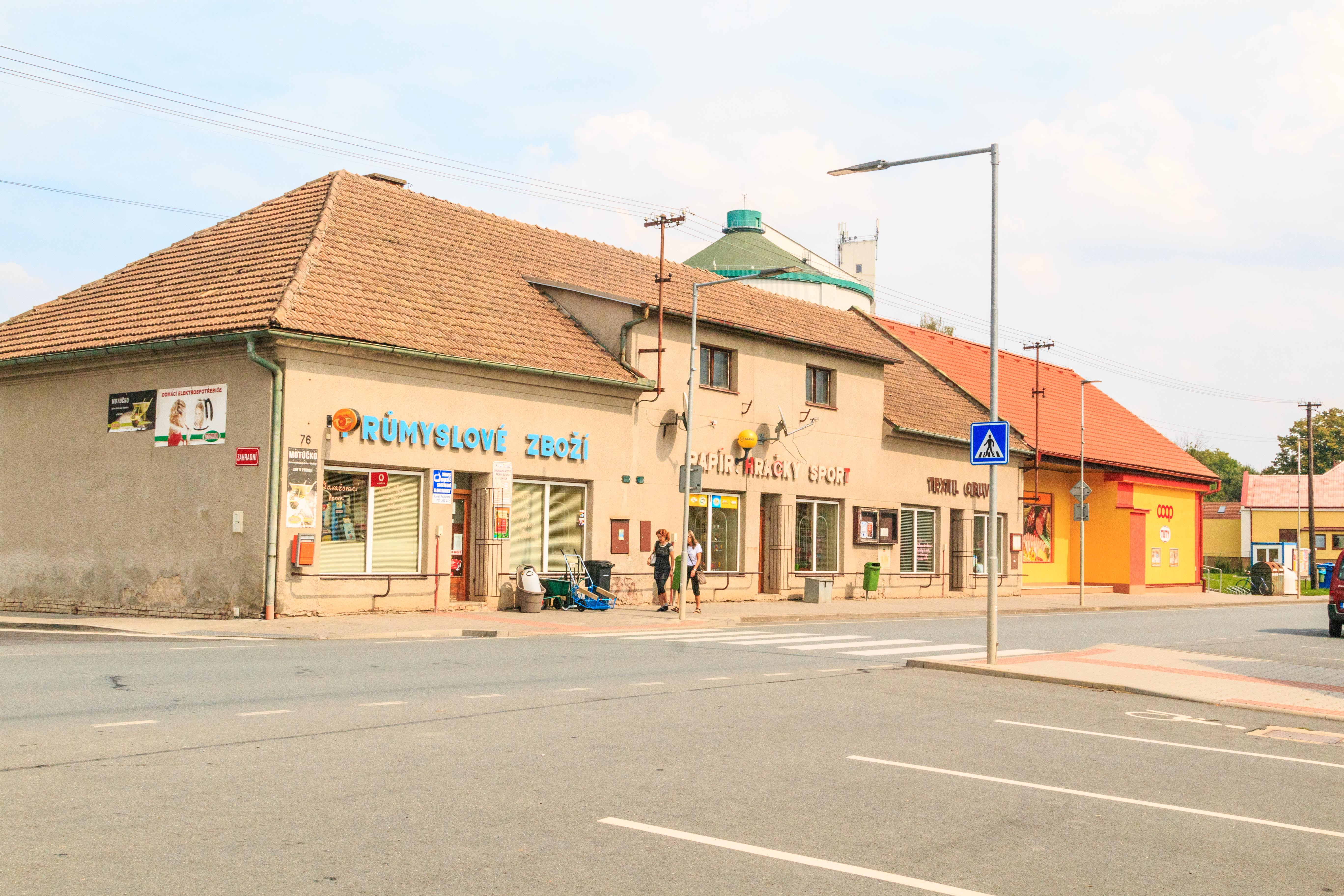
Prodejny
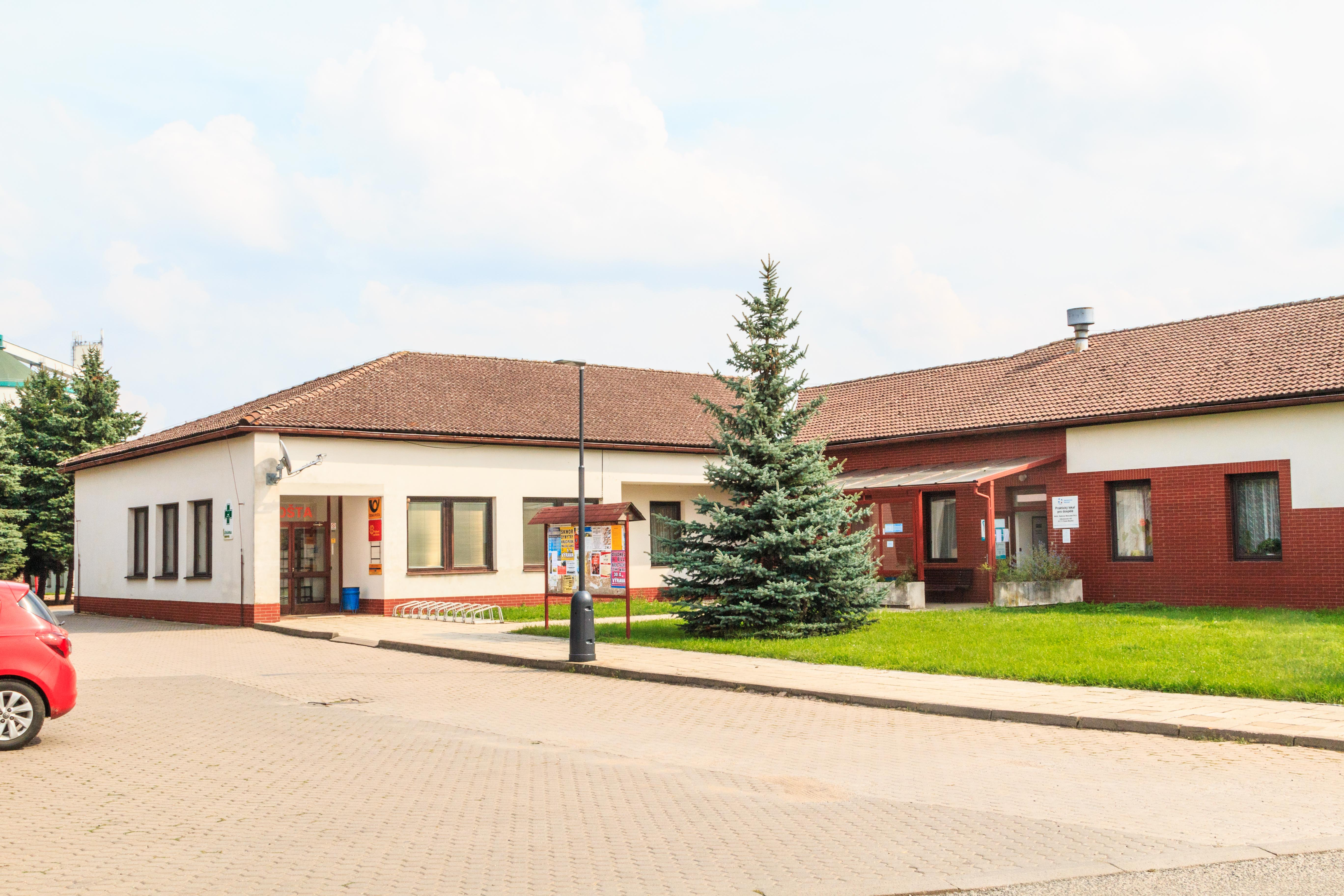
Pošta
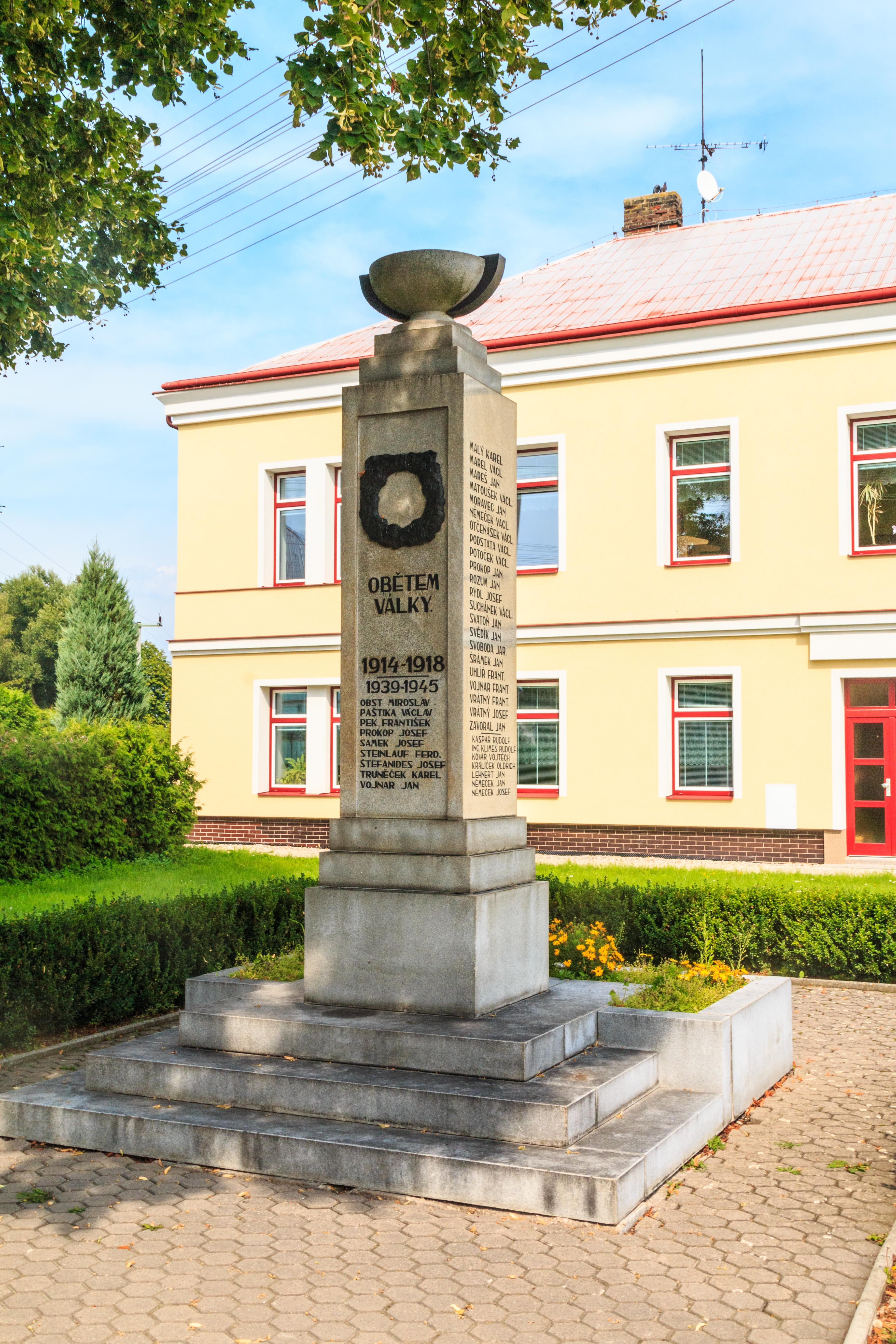
Pomník padlých